# 総合診療医ドクターG
『総合診療医ドクターG』（そうごうしんりょういドクタージー〔ジェネラル〕）は、かつてNHK-BSで放送され、後に地上波（総合テレビ）に放送枠を移して断続的に放送されていた医学・医療関連のクイズバラエティ形式による情報番組。

## 概要
毎回、番組内において「ドクターG」と呼ばれる現役医師（“General”が示すように、主に各診療科を横断する総合診療の専門の大学教授や、救急医療に携わる、専門著書などを出すなど、その方面で著名な医師が招かれる）が出題者となり、実際に「ドクターG」が関わった症例の再現ドラマの後、その時点で考えられる病名について現役若手医師の「研修医」、アシスタント医師の書記、そしてゲストのタレントも加えた症例検討会形式の1回目の討論を経て、再度再現ドラマの続きとそれに基づく2回目の討論後にさらに病名を絞り込んでいき、正解と解説が発表されるというのが、基本的な番組の流れとなっている。
お笑いコンビの浅草キッドを司会に、ゲストにタレントを配してエンターテインメント仕立てにしている。内容的には病院内での症例検討会の理想像をテレビで再現した形をとっている。体の細かい状況や、検査結果の数値を元にした病名の可能性の引き出し、臓器の機能（例えば副腎と下垂体とのホルモン分泌関連）など、医療や医学の専門的な部分に深く踏み込んでおり、特に「ドクターG」と研修医とのカンファレンスについては、タレントや視聴者では理解できない（というよりも、完全に臨床研修での研修医や医学生レベルの内容になっている）部分もある。
それに沿って、病名の確定後、出演する研修医に対する注意やアドバイス（例：触診の重要性や、広い診療分野に携わることの重要性など）やゲストや視聴者に対してアドバイスがあり、最後に「実際に医療機関を受診する際に出演した先生を指名することは出来ません」という警告をもって番組は終了する。
2009年8月18日に衛星第2テレビジョン『番組たまご』枠にてパイロット版が放送され、2010年3月29日から9月27日まで衛星ハイビジョンで第1シリーズが放送（30分）された。
以降は放送波を総合テレビに移し、同年6月16日に単発番組として第3回が、12月22日には45分の新作が放送された。
その後2011年7月28日から10月13日まで放送時間を木曜22時台・45分に拡大して第2シリーズを放送（2012年4月12日から6月21日まで『総合診療医ドクターG選』の題名で再放送）。引き続き、同年6月28日から9月27日まで、同じ放送枠で第3シリーズが放送された。
2013年4月からは金曜22時台に移動、放送時間を50分に拡大し、第4シリーズが放送された。2014年4月からは同枠にて第5シリーズが放送された。
2015年5月1日にはスペシャル版が放送された。
2015年10月から2016年3月まで、木曜22時台に再移動し第6シリーズを放送。シリーズ初の番組連動データ放送が実施された。
2016年4月13日から水曜22時台にて第7シリーズを放送。同枠にて2017年4月5日から放送された第8シリーズをもって、レギュラー放送を終了した。
レギュラー放送終了後は、2018年に特別番組として2回放送された『総合診療医ドクターG+』（そうごうしんりょういドクタージープラス）以降、新作放送が途絶えていたが、2024年7月10日、新たに藤井隆をMCに迎え、総合テレビにて『総合診療医ドクターG NEXT』（そうごうしんりょういドクタージー ネクスト）として6年ぶりに放送された。

## 放送時間
BS版（第1期）
- BShi - 月曜日 21:30〜22:00（再放送：火曜日 7:00〜8:00、金曜日 12:00〜12:30）
- BS2 - 木曜日 20:00〜20:30（再放送：翌週月曜日 9:00〜9:30）

総合テレビ版（第2期・第3期）
- 木曜日 22:00〜22:45（正確には22:43まで）

総合テレビ版（第4期・第5期）
- 金曜日 22:00〜22:50[2]（正確には22:48まで）

セレクション（第1期〜第5期の傑作選）
- 火曜日 14:05〜14:55（祝日、年末年始、国会中継時、高校野球などのスポーツ中継時は休止）

総合テレビ版（第6期）
- 木曜日 22:00〜22:50（正確には22:48まで）

総合テレビ版（第7期・第8期）
- 水曜日 22:25〜23:15

## 各話リスト
| 回数                     | 患者の訴え（サブタイトル）                               | ゲスト                                 | ドクターG                  | 研修医                                        | 放送日                      | 病名                                 |              |
| パイロット版             | パイロット版                                             | パイロット版                           | パイロット版               | パイロット版                                  | パイロット版                | パイロット版                         | パイロット版 |
| ------------------------ | -------------------------------------------------------- | -------------------------------------- | -------------------------- | --------------------------------------------- | --------------------------- | ------------------------------------ | ------------ |
|                          | 第１話 何かがおかしい 第２話 始めはのどが痛いだけだった  | 榊原郁恵、森永卓郎、山口もえ           | 生坂政臣                   | 本庄優衣、夜久英憲、 稲森美香子、染小英弘     | 2009年 8月18日              |                                      |              |
| 第1シリーズ              |                                                          |                                        |                            |                                               |                             |                                      |              |
| 第1回                    | 突然、気を失ってしまうんです                             | 安藤和津、笑福亭笑瓶、山口もえ         | 生坂政臣                   | 秋山聡香、打田佑人、 酒井瞳、白井浩平         | 2010年 3月29日              |                                      |              |
| 第2回                    | 暑くて寒いってどういうこと?                              | 安藤和津、笑福亭笑瓶、山口もえ         | 生坂政臣                   | 秋山聡香、打田佑人、 酒井瞳、白井浩平         | 4月5日                      |                                      |              |
| 第3回                    | 微熱が続いている                                         | 高橋ジョージ、野々村真、森公美子       | 鈴木富雄                   | 浅川敬太、岩切正樹、 稲森美香子、河知あすか   | 4月12日                     |                                      |              |
| 第4回                    | 突然目の前がグールグル                                   | 乾貴美子、高田延彦、ブラザートム       | 林寛之                     | 酒井千恵子、染小英弘、 比嘉 健、藤原真代      | 4月19日                     |                                      |              |
| 第5回                    | 足がとびはねる                                           | 安藤和津、笑福亭笑瓶、山口もえ         | 生坂政臣                   | 秋山聡香、打田佑人、 酒井瞳、白井浩平         | 4月26日                     | 亜急性連合性脊髄変性症               |              |
| 第6回                    | いつもとは違う謎の腹痛                                   | 乾貴美子、高田延彦、ブラザートム       | 林寛之                     | 酒井千恵子、染小英弘、 比嘉 健、藤原真代      | 5月10日                     |                                      |              |
| 第7回                    | 人が変わったようになる                                   | 安藤和津、江守徹、西村知美             | 山中克郎                   | 片山泰輔、打矢春花、 松永千夏、夜久英憲       | 5月17日                     |                                      |              |
| 第8回                    | 時々、吐いてしまう                                       | ブラザートム、森公美子、安田美沙子     | 鈴木富雄                   | 五十嵐ゆみ子、河知あすか、 高士祐一、船越智洋 | 5月24日                     |                                      |              |
| 第9回                    | 夜、なかなか眠れない                                     | ブラザートム、森公美子、安田美沙子     | 鈴木富雄                   | 五十嵐ゆみ子、河知あすか、 高士祐一、船越智洋 | 6月7日                      | リウマチ性多発筋痛症、側頭動脈炎     |              |
| 第10回                   | 腕がしびれる                                             | 安藤和津、江守徹、西村知美             | 山中克郎                   | 片山泰輔、打矢春花、 松永千夏、夜久英憲       | 6月21日                     |                                      |              |
| 第11回                   | 右足が重くだるい                                         | 杉本彩、なぎら健壱、山口もえ           | 仲田和正                   | 駒山徳明、金山勇吾、 中村能章、桐野智江       | 7月5日                      |                                      |              |
| 第12回                   | 体がだるい                                               | 高橋英樹、松本伊代、三船美佳           | 酒見英太                   | 長嶺由衣子、藤本蒼、 柏原亜希子、平川啓       | 8月9日                      | 下垂体性副腎機能不全                 |              |
| 第13回                   | 突然目の前が真っ暗になって…                              | 坂下千里子、ジャガー横田、高橋ジョージ | 林寛之                     | 稲森美香子、密山要用、 松原絵里佳、浅川敬太   | 9月6日                      |                                      |              |
| 第14回                   | 喉が痛くて、熱もある…                                    | 八田亜矢子、ジャガー横田、高橋ジョージ | 岩田健太郎                 | 稲森美香子、密山要用、 松原絵里佳、浅川敬太   | 9月13日                     |                                      |              |
| 第15回                   | 右のわき腹がずっと痛い                                   | 高橋英樹、松本伊代、三船美佳           | 酒見英太                   | 長嶺由衣子、藤本蒼、 柏原亜希子、平川啓       | 9月20日                     |                                      |              |
| スペシャル版             |                                                          |                                        |                            |                                               |                             |                                      |              |
|                          | 胸が痛い                                                 | 江守徹、石田純一、 安めぐみ、光浦靖子  | 鈴木富雄                   | 浅川敬太、河内あすか、 高士祐一、長嶺由衣子   | 2010年 12月22日             |                                      |              |
| 第2シリーズ              |                                                          |                                        |                            |                                               |                             |                                      |              |
| 第1回                    | 腰が抜けた                                               | 高橋英樹、スザンヌ                     | 池田正行                   | 有馬優、長沼透、 木平英里、箕輪啓太           | 2011年 7月28日              | 横紋筋融解症                         |              |
| 第2回                    | 肩こりと吐き気                                           | 光浦靖子、細川茂樹                     | 林寛之                     | 原田百合奈、島田健晋、 鈴木藍子、海透優太     | 8月4日                      |                                      |              |
| 第3回                    | めまいがする                                             | 柳原可奈子、假屋崎省吾                 | 徳田安春                   | 海透優太、原田百合奈、 島田健晋、鈴木藍子     | 8月11日                     |                                      |              |
| 第4回                    | 胸が痛い                                                 | 高木美保、村上知子                     | 金城光代                   | 冨山藍子、原田侑典、 鈴木なな、井上稔也       | 8月18日                     |                                      |              |
| 第5回                    | 腹が痛い                                                 | 安藤和津、松村邦洋                     | 谷口洋貴                   | 阿部雅広、池田早希、 野田昇宏、鈴木景子       | 9月15日                     |                                      |              |
| 第6回                    | 熱が下がらない                                           | 野際陽子、金子貴俊                     | 酒見英太                   | 有馬優、木平英里、 長沼透、箕輪啓太           | 9月22日                     |                                      |              |
| 第7回                    | とにかく、だるい                                         | 増田恵子、渡辺正行                     | 鈴木富雄                   | 阿部雅広、池田早希、 野田昇宏、鈴木景子       | 9月29日                     |                                      |              |
| 第8回                    | 肩が痛い                                                 | 城戸真亜子、千原ジュニア               | 生坂政臣                   | 野澤信吾、丸山彩子、 水谷友美、南三郎         | 10月6日                     | Fitz-Hugh-Curtis症候群               |              |
| 第9回                    | 突然意識を失った                                         | 石田衣良、渡辺満里奈                   | 山中克郎                   | 野澤信吾、丸山彩子、 水谷友美、南三郎         | 10月13日                    |                                      |              |
| 第3シリーズ              |                                                          |                                        |                            |                                               |                             |                                      |              |
| 第1回                    | 体が思うようにならない                                   | 鳥越俊太郎、友近                       | 池田正行                   | 岩崎晶夫、小島俊輔、 柴田綾子                 | 2012年 6月28日              |                                      |              |
| 第2回                    | 痛くて死にそう                                           | うつみ宮土理、西田ひかる               | 谷口洋貴                   | 榎本純也、大内真理、 長野広之                 | 7月5日                      |                                      |              |
| 第3回                    | 立つとクラッとする                                       | 井筒和幸、田中律子                     | 徳田安春                   | 佐藤良太、砂川玄哉、 三竿あゆみ               | 7月12日                     |                                      |              |
| 第4回                    | 息が苦しい                                               | 石田純一、勝間和代                     | 金森真紀                   | 自閑昌彦、寺島千晶、 松本華英                 | 7月19日                     |                                      |              |
| 第5回                    | 吐き気が止まらない                                       | 森本レオ、室井佑月                     | 林寛之                     | 江田大武、佐々木綾香、 三反田拓志             | 8月23日                     |                                      |              |
| 第6回                    | ずっと熱が下がらない                                     | 齋藤孝、熊田曜子                       | 鈴木富雄                   | 君山愛佳、佐藤宏行、 吉永晃一                 | 8月30日                     |                                      |              |
| 第7回                    | なんとなくおなかが痛い                                   | 三田寛子、つるの剛士                   | 岡田唯男                   | 川田貴章、峰当基、 若井布由子                 | 9月6日                      |                                      |              |
| 第8回                    | だるくてぐったり                                         | 國村隼、眞鍋かをり                     | 津田篤太郎                 | 久良木ルーテ彩来、 鳩山恵一朗、吉松由貴       | 9月13日                     |                                      |              |
| 第9回                    | 首が痛くてたまらない                                     | 光浦靖子、松村邦洋                     | 森下由香                   | 熊谷亮、佐藤宏美、 渡邉達夫                   | 9月20日                     |                                      |              |
| 第10回                   | 手が痛い                                                 | 鴻上尚史、平山あや                     | 生坂政臣                   | 青木一成、大旗彩子、 塚本高裕                 | 9月27日                     |                                      |              |
| 第4シリーズ              |                                                          |                                        |                            |                                               |                             |                                      |              |
| 第1回                    | だるくてつらい                                           | 宮本亜門、東ちづる                     | 鈴木富雄                   | 大野彰子、大屋寛章、 後藤秀彰                 | 2013年 4月5日               |                                      |              |
| 第2回                    | 風邪じゃないかも…                                        | 杉山愛、香坂みゆき                     | 塩尻俊明                   | 網屋亮平、伊東藍、 堀内滋人                   | 4月12日                     |                                      |              |
| 第3回                    | おなかが痛む                                             | 小野武彦、MEGUMI                       | 金森真紀                   | 小澤廣記、河村裕美、 堤健                     | 4月19日                     |                                      |              |
| 第4回                    | 様子がおかしい                                           | 国生さゆり、笹野高史                   | 谷口洋貴                   | 井窪裕美子、西村真唯、 山田修平               | 5月10日                     |                                      |              |
| 第5回                    | 背中が痛い                                               | 齋藤孝、斉藤慶子                       | 徳田安春                   | 川上敦司、宮本麻菜、 山崎信太郎               | 5月17日                     |                                      |              |
| 第6回                    | 肩が痛い                                                 | 片岡鶴太郎、安藤和津                   | 草場鉄周                   | 高野裕樹、酒井さやか、 安藤尚克               | 5月24日                     |                                      |              |
| 第7回                    | 足が痛い                                                 | 早見優、渡辺徹                         | 金城光代                   | 山口有沙、宮里悠佑、 松原慎                   | 6月7日                      |                                      |              |
| 第8回                    | だるくて、のどが痛い                                     | 高木美保、大和田伸也                   | 林寛之                     | 白井重光、住谷智恵子、 佐藤直行               | 6月14日                     |                                      |              |
| 第9回                    | 疲れがとれない                                           | 夢枕獏、いとうまい子                   | 池田正行                   | 角浩史、西村加奈子、 西村俊亮                 | 6月21日                     |                                      |              |
| 第10回                   | 意識を失った…                                            | 谷村志穂、平岳大                       | 今明秀                     | 松尾光浩、本田奈々瀬、 足立優也               | 7月5日                      |                                      |              |
| 第11回                   | 腰に激痛                                                 | 前田吟、森口博子                       | 本田美和子                 | 上月友寛、三角香世、 菊野庄太                 | 7月12日                     |                                      |              |
| 第12回                   | 突然、倒れた?                                            | 秋野暢子、ブラザートム                 | 山中克郎                   | 関雅之、東瑞穂、 村田信也                     | 7月19日                     |                                      |              |
| 第13回                   | 覚えていない                                             | カンニング竹山、城戸真亜子             | 青木眞                     | 山本笑、山下洋充、 采野優                     | 8月2日                      |                                      |              |
| 第14回                   | 体が言うことをきかない                                   | 温水洋一、サヘル・ローズ               | 津田篤太郎                 | 藤堂絋行、平野拓己、 山崎めぐみ               | 9月6日                      |                                      |              |
| 第5シリーズ              |                                                          |                                        |                            |                                               |                             |                                      |              |
| 第1回                    | せきと熱をくり返す                                       | 名取裕子、辰巳琢郎                     | 鈴木富雄                   | 阿部貞彦、花本明子、 森貴志                   | 2014年 4月4日               |                                      |              |
| 第2回                    | 肩が痛い、胸のあたりも…                                  | 柴田理恵、齋藤孝                       | 忽那賢志                   | 村上紗羅、鈴木恵美、 寺田教彦                 | 4月11日                     |                                      |              |
| 第3回                    | 手が震える                                               | 田中健、眞鍋かをり                     | 矢野晴美                   | 萩本聡、空野すみれ、 ファム・グェン・クィー   | 4月18日                     |                                      |              |
| 第4回                    | 下痢が止まらない                                         | 上島竜兵、中江有里                     | 塩尻俊明                   | 伊藤嵩人、辻やよい、 麻岡大裕                 | 5月9日                      | 腹部大動脈瘤                         |              |
| 第5回                    | 息がしづらい                                             | 夢枕獏、乙葉                           | 北野夕佳                   | 小野寺隆太、井上真帆、 鈴木陽太               | 5月23日                     |                                      |              |
| 第6回                    | フラフラして立ち上がれない                               | 渡辺徹、東ちづる                       | 神谷亨                     | 小俣真悟、津田紀子、 横川大樹                 | 6月6日                      |                                      |              |
| 第7回                    | 手がしびれる                                             | 石倉三郎、川上麻衣子                   | 池田正行                   | 中村夏奈、中西信人、 吉津照見                 | 6月13日                     |                                      |              |
| 第8回                    | 腰がすごく痛い                                           | 八代亜紀、平岳大                       | 林寛之                     | 福田宗弘、國谷有里、 松本紘太郎               | 7月4日                      |                                      |              |
| 第9回                    | 母が食べない 口もきかない                                | 大沢逸美、カンニング竹山               | 西村真紀                   | 辻本啓、拜殿明奈、 木田博朗                   | 7月11日                     |                                      |              |
| 第10回                   | 体のあちこちが痛い                                       | 別所哲也、高木美保                     | 生坂政臣                   | 日比新、津村明子、 井上浩輔                   | 7月18日                     | 続発性副腎不全                       |              |
| 第11回                   | なぜか食べられない                                       | 堀ちえみ、高橋ジョージ                 | 金城光代                   | 左信哲、堀智音、 水戸正人                     | 8月22日                     | 感染性心内膜炎                       |              |
| 第12回                   | 5歳児が突然、高熱と腹痛に…                               | 髙田万由子、佐藤B作                    | 齋藤昭彦                   | 前田裕斗、加藤萌、 戸田有亮                   | 8月29日                     | 川崎病                               |              |
| 第13回                   | お腹が痛くて痛くて                                       | 早見優、尾木直樹                       | 徳田安春                   | 松尾晃樹、大道和佳、 清川博貴                 | 9月5日                      | 流行性筋痛症                         |              |
| 第14回                   | めまいが長く続いて                                       | 新山千春、的場浩司                     | 草場鉄周                   | 橋本佑樹、中西智子、 能見英智                 | 9月12日                     | 頸椎椎間板ヘルニア                   |              |
| 第15回                   | 息苦しくてつらい                                         | 片岡鶴太郎、杉本彩                     | 片岡仁美                   | 米延友希、米延友希、 衣川由美子               | 9月19日                     | リウマチ熱による僧房弁膜症           |              |
| 第16回                   | 夏バテが治らない                                         | 石田純一、伍代夏子                     | 青木眞                     | 折居衛、海野麻美、 山田貴弘                   | 9月26日                     | 結核                                 |              |
| スペシャル               |                                                          |                                        |                            |                                               |                             |                                      |              |
|                          | 航空機内の患者を救え！                                   | 辰巳琢郎、ジュディ・オング             | 林寛之                     | 丸山浩司、諸戸礼知安、 横川裕大               | 2015年 5月1日               | 過換気症候群、緊張性気胸             |              |
| 第6シリーズ              |                                                          |                                        |                            |                                               |                             |                                      |              |
| 第1回                    | しゃっくりで眠れない                                     | 石坂浩二、かたせ梨乃                   | 鈴木富雄                   | 藤原翔、高橋秀侑、 成瀬瞳                     | 2015年 10月15日             | 延髄外側症候群                       |              |
| 第2回                    | 頭が痛い おなかも…                                       | リンゴ、佐藤孝 ダイアモンド✡ユカイ     | 矢野晴美                   | 山下裕騎、小鮒聖子、 山田裕揮                 | 10月22日                    | レプトスピラ症                       |              |
| 第3回                    | 高熱で苦しい                                             | 江川達也、紺野美沙子                   | 忽那賢志                   | 香田将英、浅井真理恵、 菅井和人               | 10月29日                    | 腸チフス                             |              |
| 第4回                    | 右の手足が…                                              | 宮崎美子、佐竹海莉                     | 塩尻俊明                   | 矢野光一、森野杏子、 小牧遼平                 | 11月12日                    | 結節性多発動脈炎                     |              |
| 第5回                    | イライラする とにかく眠い                                | 湯山 玲子、杉浦 太陽                   | 西村 真紀                  | 伊藤慶彦、木村衣里、 宮田和法                 | 11月19日                    | 月経前症候群                         |              |
| 第6回                    | 赤ちゃんが高熱を出した                                   | 岩井志麻子、平岳大                     | 齋藤昭彦                   | 猪谷哲司、井本早穂子、 近藤淳                 | 11月26日                    | エンテロウイルスによる髄膜炎         |              |
| 第7回                    | 腹がひどく痛む                                           | 阿藤快、アンミカ                       | 上田剛士                   | 篠田明紀良、藤野佐保、 田代和馬               | 12月3日                     | 膿胸（胸膜炎）                       |              |
| 第8回                    | 足がつる                                                 | ブラザートム、おのののか               | 津田篤太郎                 | 池知大輔、辻野絵美、 綿引優                   | 12月10日                    | 摂食障害                             |              |
| 第9回                    | 転びやすい                                               | 山田五郎、大久保佳代子                 | 徳田安春                   | 須澤俊、西脇彩、 鈴木慎一郎                   | 2016年 1月7日               | 薬剤性パーキンソン症候群             |              |
| 第10回                   | 突然 のどが詰まった                                      | 光浦靖子、ドン小西                     | 金城光代                   | 堀江勝博、來間愛里、 松浦宏樹                 | 1月14日                     | 悪性外耳道炎                         |              |
| 第11回                   | 腰が痛む                                                 | 東尾理子、肥後克広                     | 白石吉彦                   | 吉田太郎、上沢千怜、 高川真伍                 | 1月21日                     | 頸椎椎間板ヘルニア                   |              |
| 第12回                   | 風呂あがりに倒れた                                       | 岡江久美子、木下隆行                   | 志水太郎                   | 土師康平、西見由梨花、 大平純一朗             | 1月28日                     | 鎖骨下動脈盗血症候群                 |              |
| 第13回                   | 熱が出て だるい                                          | 高田万由子、山崎樹範                   | 内藤俊夫                   | 土田拓見、大場美央、北野泰斗                  | 2月4日                      |                                      |              |
| 第14回                   | 食欲がない                                               | 濱田マリ、寺島進                       | 生坂政臣                   | 加納裕也、藤森なぎさ、 西達也                 | 2月18日                     | 薬剤性吸収不良症候群                 |              |
| 第15回                   | おなかがズーンと痛い                                     | 宮川大助・花子                         | 林寛之                     | 鄧傑之、成志弦、 丸山浩司                     | 2月25                       | 精巣捻転                             |              |
| 第16回                   | 風邪にしては…だるい                                      | 篠原ともえ、鴻上尚史                   | 池田裕美枝                 | 國光敦、河合裕美子、 舩冨裕之                 | 3月3日                      | 遺伝性球状赤血球症                   |              |
| 第7シリーズ              |                                                          |                                        |                            |                                               |                             |                                      |              |
| 第1回                    | 学校に行けない                                           | 大山紙子、片岡鶴太郎                   | 鈴木富雄                   | 小川瞳、金縄健治、 都築清歌                   | 2016年 4月13日              | 甲状腺機能亢進症に伴う周期性四肢麻痺 |              |
| 第2回                    | まさか 腰の骨が…                                         | スギちゃん、湯山玲子                   | 神谷亨                     | 田代大輔、國時景子、 町田征己                 | 4月20日                     | 副腎性クッシング症候群               |              |
| 第3回                    | 背中が痛む                                               | 早見優、六角精児                       | 片岡仁美                   | 衣斐恭介、福市有希子、 藤田貢司               | 4月27日                     | 微小血管狭心症                       |              |
| 第4回                    | 息が苦しくて動けない                                     | 石田純一、坂下千里子                   | 塩尻俊明                   | 濱田泰彰、徳田理奈、 林高大                   | 5月11日                     | 食物依存性運動誘発アナフィラキシー   |              |
| 第5回                    | ジカ熱かもしれない                                       | 江川達也、優木まおみ                   | 忽那賢志                   | 櫻井進一朗、曽我部志乃、 森崇博               | 5月18日                     | ジカ熱                               |              |
| 第6回                    | ずっと しびれている                                      | 松尾貴史、虻川美穂子                   | 徳田安春                   | 三浦智孝、西本華子、 佐藤清象                 | 6月1日                      | シガテラ中毒                         |              |
| 第7回                    | 自殺するかもしれない                                     | 濱田マリ、ロバートキャンベル           | 池田正行                   | 佐治木大知、佐野恵、 水木真平                 | 6月8日                      | 前頭側頭型認知症                     |              |
| 第8回                    | ひざが痛い                                               | ドリアン助川、藤本美貴                 | 齋藤昭彦                   | 川前恵史、土井万由子、 井口貴文               | 7月13日                     | 急性白血病                           |              |
| 第9回                    | 突然ショック状態に                                       | 山田五郎、シェリー                     | 植西憲達                   | 清水聡一郎、近藤優美、 神出学                 | 7月27日                     | 脾臓摘出後の重症肺炎球菌感染症       |              |
| 第10回                   | 足の付け根が痛む                                         | 高橋英樹、辺見えみり                   | 池田裕美枝                 | 豊原佑典、北村亜耶、 河端真広                 | 8月24日                     | 希少部位子宮内膜症                   |              |
| 第11回                   | 会社にも行けない                                         | 安藤和津、鴻上尚史                     | 草場鉄周                   | 大湾朝元、百田綾菜、 内田圭一                 | 8月31日                     | むずむず脚症候群                     |              |
| 第12回                   | 一人の患者も見捨てるな！                                 | 篠原ともえ、武井壮                     | 林寛之                     | 馬庭幸詩、鈴木未緒、 赤嶺博行                 | 9月7日                      | 高浸透圧高血糖症候群、高血圧性脳症   |              |
| 第13回                   | 吐き気が止まらない                                       | ハイヒールリンゴ、平岳大               | 上田剛士                   | 勝倉真一、椎木麻姫子、 西澤威人               | 9月21日                     | 糖尿病性ケトアシドーシス             |              |
| 第14回                   | 熱で意識がもうろうと…                                    | やくみつる、山口もえ                   | 矢野晴美                   | 工藤拓也、椎野明日実、 田邉翔                 | 9月28日                     | 大腸ポリープによる多発性肝膿瘍       |              |
| 第15回                   | 頭が痛くてだるい                                         | 塚地武雅、おのののか                   | 金城光代                   | 宮崎元祥、辻満里、 大木本達也                 | 10月5日                     | 全身性エリテマトーデス               |              |
| 第16回                   | 腰が痛くて痛くて                                         | いとうせいこう、山瀬まみ               | 生坂政臣                   | 伊藤孝助、宮田依未子、 高野敬佑               | 10月12日                    | パーキンソン病                       |              |
|                          | 心臓病                                                   | 秋野暢子、武田鉄矢                     | 南淵明宏                   | 田邉翔、曽我部志乃、 田下大輔                 | 11月16日                    |                                      |              |
|                          | がん                                                     | ジュディ・オング、片岡鶴太郎           | 岡田守人                   | 土井万由子、内田圭一、 徳田理奈               | 2017年 1月25日              |                                      |              |
|                          | 脳卒中                                                   | ハイヒールリンゴ、山田五郎             | 塩尻俊明                   | 大湾朝元、椎木麻姫子、 町田征己               | 2月15日                     |                                      |              |
| 第8シリーズ              |                                                          |                                        |                            |                                               |                             |                                      |              |
| 第1回                    | 吐き気が続いている                                       | 紺野美沙子、前田吟                     | 金森真紀                   | 田中智博、黒田知沙、 渡邉亮典                 | 2017年 4月5日               | 膵臓がん                             |              |
| 第2回                    | 突然 けいれんが                                          | おのののか、荒俣宏                     | 徳田安春                   | 笹本浩平、齊藤文菜、 城田祥吾                 | 4月12日                     | 傍腫瘍性辺縁系脳炎                   |              |
| 第3回                    | ボーっとして反応しない                                   | いとうせいこう、山村紅葉               | 忽那賢志                   | 山里一志、長谷部仁美、 小出容平               | 4月19日                     | セフェピム脳症                       |              |
| 第4回                    | 意識がない                                               | 篠原ともえ、松尾貴史                   | 植西憲達                   | 靑木一晃、大山亜紗美 菅野徹                   | 5月10日                     | 全身性エリテマトーデス               |              |
| 第5回                    | あちこちの関節が痛い                                     | SHELLY、ガレッジセールゴリ             | 草場鉄周                   | 渡邊能、野村真里 朝鳥大介                     | 5月17日                     | B型肝炎                              |              |
| 第6回                    | 右胸が痛い                                               | 壇蜜、ドリアン助川                     | 神谷亨                     | 鵜山保典、北代紗也 松本朋弘                   | 5月24日                     | 身体症状症                           |              |
| 特別版                   | 吐き気が止まらない                                       | ハイヒール・リンゴ、平岳大             | 上田剛士 【解説】 松村理司 | 勝倉真一、椎木麻姫子、 西澤威人               | 5月31日                     | 糖尿病性ケトアシドーシス             |              |
| 第7回                    | おなかが張って苦しい                                     | 湯山玲子、勝村政信                     | 勝俣範之                   | 竹村弘司、日比野幸子 佐々木将磨               | 6月14日                     | 原発性腹膜がん（原発不明がん）       |              |
| 第8回                    | 熱が出て おなかが痛い                                    | 関根勤、安めぐみ                       | 齋藤昭彦                   | 西條春貴、福田茜 西山毅                       | 6月21日                     | 肺炎球菌による肺炎と胸膜炎           |              |
| 第9回                    | おなかがすごく痛くなる                                   | アンミカ、ダイアモンド✡ユカイ          | 鈴木富雄                   | 猪塚真志、松野結 加藤陸                       | 6月28日                     | 遊走腎                               |              |
| 特別版                   | 突然ショック状態に                                       | 山田五郎、シェリー                     | 植西憲達 【解説】 松村理司 | 清水聡一郎、近藤優美、 神出学                 | 7月12日                     | 脾臓摘出後の重症肺炎球菌感染症       |              |
| 第10回                   | ずっと肩が痛い                                           | ハイヒール・リンゴ、松田丈志           | 川島篤志                   | 井土哲志、坂井愛 伊佐敷頌太                   | 7月19日                     |                                      |              |
| 第11回                   | 話がかみ合わない                                         | かたせ梨乃、辰巳琢郎                   | 志水太郎                   | 平野桂滋郎、上本明日香 清水拓海               | 7月26日                     | 大動脈解離                           |              |
| 第12回                   | ふらついて転んだ                                         | 山田五郎、中井美穂                     | 山中克郎                   | 久保田諭史、田中美喜歩 持丸友昭               | 8月2日                      | ビタミンB12欠乏症                    |              |
| 第13回                   | ろれつが回らない                                         | 篠原ともえ、片岡鶴太郎                 | 南淵明宏                   | 小倉琢嗣、秋元真穂 堀部達也                   | 8月23日                     | 感染性心内膜炎                       |              |
| 第14回                   | 腹が痛くて動けねえ                                       | 中川翔子、高橋英樹                     | 林寛之                     | 街道達哉、大野春香 加藤太治                   | 8月30日                     | 腹部アンギーナ                       |              |
| 第15回                   | 熱があってだるい                                         | 辺見えみり、ロバート・キャンベル       | 塩尻俊明                   | 田金裕一郎、鷺森美希 山口健太                 | 9月6日                      | ACTH単独欠損症による副腎不全         |              |
| 第16回                   | 立ちくらみでふらつく                                     | 光浦靖子、松尾貴史                     | 片岡仁美                   | 宮内亮輔、安達真穂 鮫島雄祐                   | 9月13日                     | IgG4関連疾患                         |              |
| 選                       | 熱が出て おなかが痛い                                    | 関根勤、安めぐみ                       | 齋藤昭彦                   | 西條春貴、福田茜 西山毅                       | 9月20日                     |                                      |              |
| 総合診療医ドクターG+     |                                                          |                                        |                            |                                               |                             |                                      |              |
|                          | 気持ちが悪い （働き盛りを襲う怖い病気からあなたを救う!） | 草刈民代、田中直樹                     | 林寛之                     | 宮原智、加治つくし、辻喬繁                    | 2018年7月14日 21:00 - 21:50 |                                      |              |
|                          | ずっと疲れがとれない （働き盛りの女性を襲う怖い病）      | かたせ梨乃、足立梨花、谷本道哉         | 生坂政臣                   | 荒木甫、丸山理子、桂川広幸                    | 12月1日 21:00 - 21:50       | ビタミンD欠乏症                      |              |
| 総合診療医ドクターG NEXT |                                                          |                                        |                            |                                               |                             |                                      |              |
|                          | だるくて動けない                                         | 吉田栄作、関根麻里                     | 坂本壮                     | 三枝好聖､善積春奈､卜部真輝                    | 2024年7月10日 19:57-20:42   | 脚気心                               |              |
|                          | 突然腰が痛くなった                                       | キンタロー。、原晋                     | 望月礼子                   | 有賀緑､和田侑也､中島梨沙                      | 2025年1月15日 19:57-20:42   | 化膿性脊椎炎                         |              |

## 出演者

### レギュラー出演者
- 浅草キッド（司会）
  - 水道橋博士
  - 玉袋筋太郎（当番組では「玉ちゃん」名義で出演）  2016年2月25日放送「おなかがズーンと痛い」で精巣捻転の疑いの際、ゲストである宮川大助・花子から精巣筋太郎とイジられたため、×精巣筋太郎　○玉袋筋太郎 とテロップにて本来の芸名を表示した。
- 小野寺一歩（ナレーション、再現ドラマ内のドクターGのセリフ）
- 佐竹海莉（ナレーション、再現ドラマ内のドクターGのセリフ）
- 池澤あやか（「総合診療医ドクターG+」情報コーナー担当アシスタント）

### 過去の出演者
- 松岡正美（ナレーション）（BS版）
- 小山亜由子（ナレーション）（スペシャル版）
- 芦澤亜希子（ナレーション）（スペシャル版・総合テレビ版）

## スタッフ
- 構成：スズキノリコ、高橋真裕美
- 撮影：李承宰、横田、武田敏和（V VISION STUDIO）
- 音声：吉川 淳
- 照明：石川 陽一
- 音響効果：吉田 紗和子
- SW：諏訪多 順
- 美術：梅澤 朋香
- ディレクター：野坂真也、馬場晃、 三宅大介
- 取材D：小川純
- FD：赤堀哲也、大原正吾
- 制作：小川純、城間祥子
- AP：高橋かやの
- プロデューサー：永井祐子（ホームルーム）
- 制作総括：中村雅人（NHK）、広瀬凉二（ホームルーム）

## 関連番組
- きょうの健康